# Газопереробний завод Сайх-Равл
Газопереробний завод Сайх-Равл – підприємство нафтогазової промисловості Оману. Станом на середину 2010-х найбільший ГПЗ в країні.
У 1999 році в центральній частині Оману почалась розробка великого газового родовища Сайх-Равл. В межах проекту його облаштування звели газопереробний завод, який має два лінії загальною пропускною здатністю 48 млн м3 на добу. Завод забезпечує вилучення води та конденсату, при цьому частина конденсату спрямовується на установку вилучення бутану. В середині 2010-х фактична завантаженість підприємства становила 34 млн м3 із продукуванням 70 тисяч тон конденсату на добу.
На ГПЗ відбувається підготовка вільного та асоційованого газу численних родовищ, як то Сайх-Равл, Барік (з 1999), Південний Сайх-Равл (2007), Мабрук (2008), Мабрук Глибоке (2013). Крім того, сюди для завершального етапу підготовки надходить конденсат з газопереробних заводів Сайх-Ніхайда та Каутер.
Енергетичні потреби майданчику забезпечує ТЕС Сайх-Равл.
Товарний газ може подаватись до трубопроводів Сайх-Равл – Калхат, Сайх-Равл – Сухар та Сайх-Равл – Салала. 